# 陈大宗祠
陈大宗祠是位于中国浙江省永康市芝英镇下柏石村的一座创建于清初的祠堂，始建于清康熙三十二年（1693年），后曾有过多次的修理，主体结构仍保持原状，2019年核定为第八批全国重点文物保护单位。

## 建筑
整座祠堂面朝南偏东，平面上呈长方形。中轴线上建有三厅，从前至后逐级抬高。面长20.29米，纵深49.88米，占地面积共1012平方米。布局为前后三进，三进均为五开间。一进厅前为围墙照壁，开有侧门。中厅明、次间五架梁带前后双步用四柱，梢间边缝分心前后双步用五柱。中厅前廊装饰有船篷轩，后檐柱间设一抹头隔扇。梁架彩绘，断白分明，檀、枋、雀替、牛腿等施高浅浮雕。后明、次间梁架带前后单步，梢间山面为分心前后双步梁带前后单步。梁柱皆绘有简明的线条。一、二进间建有戏台、二厢、二亭，二、三进间建有二厢、二水池、一茶亭。